# بلغارستان ولگا
بلغارستانِ ولگا (به بلغاری:  Волжка България) سرزمینی تاریخی در خلال سده ۷ تا سده ۱۳ میلادی میان رودهای ولگا و کاما در غرب روسیه بود که امروزه تاتارستان و چواش در آن قرار گرفته‌اند. بلغارستان ولگا کشوری چند قومی بود که شامل تعداد زیادی بلغارهای ولگا، فین‌های ولگا، اوگری‌ها و بسیاری از اسلاوهای شرقی می‌شد. موقعیت بسیار استراتژیک بلغارستان ولگا، امکان ایجاد انحصار بین تجارت اعراب، نورس‌ها و آوارها را به آنها داد.

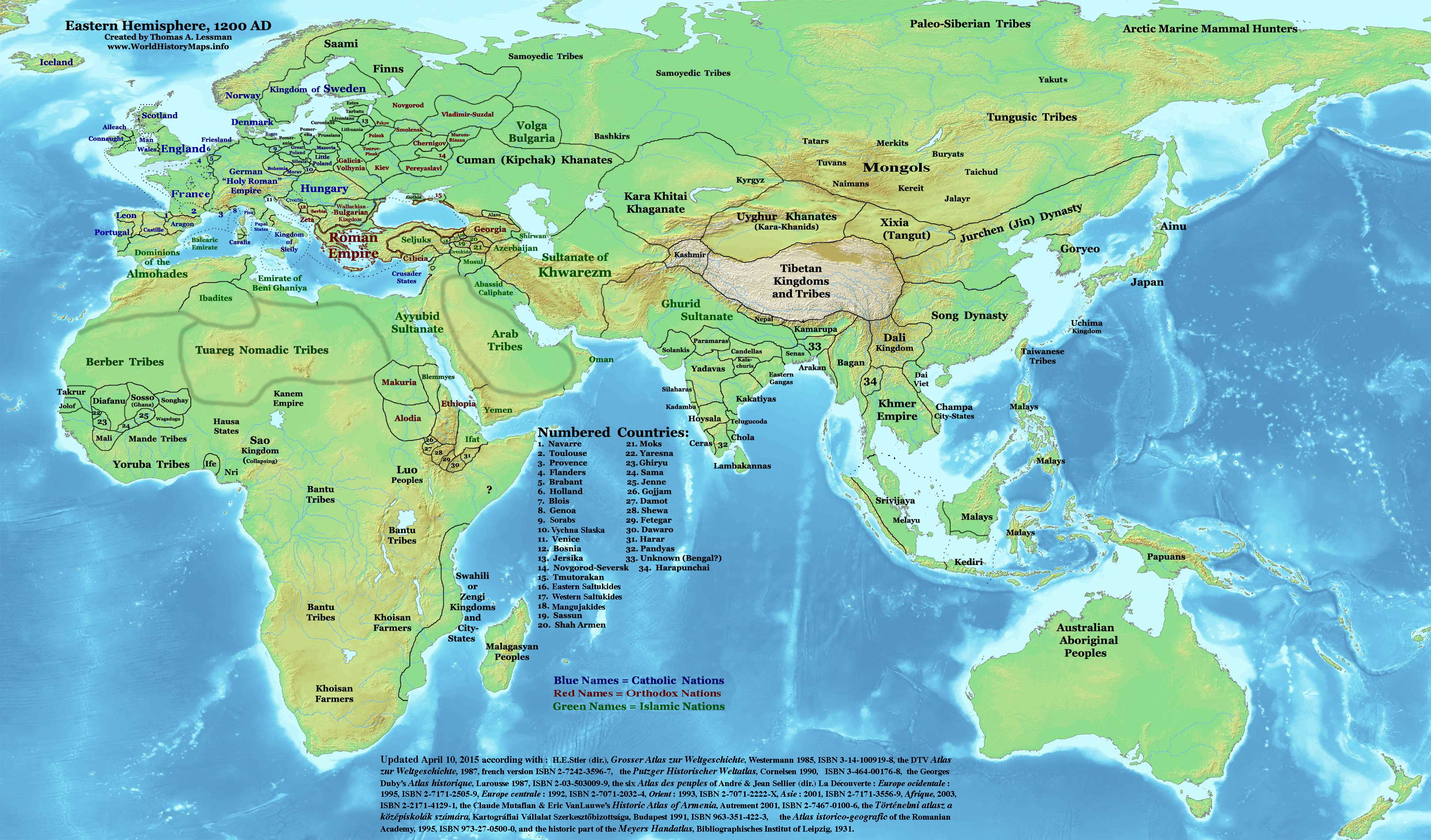
بلغارستان ولگا در قرن ۱۲ میلادی